# Cantone di Saint-Saëns
Il Cantone di Saint-Saëns era una divisione amministrativa dell'arrondissement di Dieppe.
È stato soppresso a seguito della riforma complessiva dei cantoni del 2014, che è entrata in vigore con le elezioni dipartimentali del 2015.
Comprendeva i comuni di
- Bosc-Bérenger
- Bosc-Mesnil
- Bradiancourt
- Critot
- Fontaine-en-Bray
- Mathonville
- Maucomble
- Montérolier
- Neufbosc
- Rocquemont
- Sainte-Geneviève
- Saint-Martin-Osmonville
- Saint-Saëns
- Sommery
- Ventes-Saint-Rémy